# Andreas Fleischmann
Andreas Fleischmann (* 1980 in Landsberg am Lech) ist ein deutscher Botaniker. Seine Arbeitsschwerpunkte sind fleischfressende Pflanzen, parasitische Pflanzen, mykoheterotrophe Pflanzen sowie Paläobotanik. Sein offizielles botanisches Autorenkürzel lautet „A.Fleischm.“.
Schon als Kind begann er mit der Haltung fleischfressender und parasitischer Pflanzen und beschäftigte sich in jungen Jahren mit der Flora Süddeutschlands, der Alpen und des Mittelmeers.
Im Jahr 2000 nahm Fleischmann an der Ludwig-Maximilians-Universität München das Studium der Biologie auf. In seiner Diplomarbeit widmete er sich der Systematik und Biogeographie der Sumpfkrüge (Heliamphora), in seiner Doktorarbeit 2012 den fleischfressenden Lippenblütlerartigen, insbesondere den Reusenfallen (Genlisea).
Für seine Dissertation erhielt Fleischmann ein Stipendium nach dem Bayerischen Eliteförderungsgesetz (BayEFG).
Bereits während dieser Zeit unternahm er botanische Expeditionen nach Brasilien, Sierra Leone, Südafrika, Thailand, Venezuela, Australien und Sambia, veröffentlichte über ein Dutzend Forschungsaufsätze und zahlreiche Erstbeschreibungen neuer Taxa. Für einige Monografien zum Thema fleischfressende Pflanzen arbeitete er als wissenschaftlicher Berater, Herausgeber oder Co-Autor, seine erste eigene monographische Veröffentlichung, die Monograph of the genus Genlisea, erschien 2012.
Fleischmann ist tätig als Wissenschaftlicher Mitarbeiter in der Botanischen Staatssammlung München und Vorsitzender der Bayerischen Botanischen Gesellschaft.

## Auszeichnungen
- Bayerische Staatsmedaille für besondere Verdienste um die Umwelt

## Schriften (Auswahl)
- mit Stewart McPherson, Andreas Wistuba und Joachim Nerz: Sarraceniaceae of South America. Redfern Natural History Productions Ltd., Poole 2011, ISBN 978-0-9558918-7-8.
- Monograph of the genus Genlisea. Redfern Natural History Productions Ltd., Poole 2012, ISBN 978-1-908787-00-2.
- mit Lenz Meierott, Marcel Ruff,  Wolfgang Lippert †: Flora von Bayern. Haupt Verlag. Bern 2024. ISBN 978-3-258-08359-9.[6]
- Liste mit weiteren Veröffentlichungen auf flora-germanica.de, Neuere Einzelveröffentlichungen[7]

## Nachweise
1. 1 2  Autoreneintrag für Andreas Fleischmann beim IPNI
2. 1 2 3 4  Andreas Fleischmann: Monograph of the genus Genlisea. 2012, S. 725.
3. 1 2  Heubl Group (LMU) - Andreas Fleischmann. Archiviert vom Original am 25. Mai 2014; abgerufen am 3. Juli 2025.
4. ↑  PD Dr. Andreas Fleischmann. In: Botanische Staatssammlung München. Abgerufen am 3. Juli 2025.
5. ↑  Über uns. In: Bayerische Botanische Gesellschaft. Abgerufen am 3. Juli 2025.
6. ↑  Flora von Bayern auf haupt.ch Verlagsseite
7. ↑  Neuere Einzelveröffentlichungen auf flora-germanica.de

| Personendaten    | Personendaten        |
| ---------------- | -------------------- |
| NAME             | Fleischmann, Andreas |
| KURZBESCHREIBUNG | deutscher Botaniker  |
| GEBURTSDATUM     | 1980                 |
| GEBURTSORT       | Landsberg am Lech    |